# آدام تورچیک
آدام گراف تورچیک (لهستانی: Adam Graf Turczyk؛ زادهٔ ۱ دسامبر ۱۹۹۰) که با نام آدام گراف هم شناخته می‌شود، بازیگر، موسیقی‌دان و خوانندهٔ اهل لهستان است.
از فیلم‌ها یا مجموعه‌های تلویزیونی که وی در آن‌ها نقش داشته است، می‌توان به کارگزار من، در خیابان سپولنی، اوشیتسکا، مرز، تاج پادشاهان، فرابنفش، نشانه، اسمولنسک و همه دوستان من مرده‌اند اشاره نمود.